# Varkenspestuitbraak in België in 1990
In 1990 werden in België varkens getroffen door een uitbraak van de varkenspest (of varkenskoorts) in de provincies van West- en Oost-Vlaanderen, Antwerpen en Henegouwen. Gedurende de uitbraak lag de handel in varkens en varkensvlees in België stil.

## Uitbraak
De varkenspest werd voor het eerst vastgesteld op 1 februari 1990 in een varkensbedrijf in Wingene. De uitbraak kwam er net nadat de EU het vaccineren tegen de varkenskoorts had verboden. De besmettelijke ziekte breidde zich al snel uit. In halfweg maart waren er al meer dan 20 varkensbedrijven getroffen. Op 21 maart brak de eerste haard van varkenskoorts uit in Oost-Vlaanderen.

### Bestrijding
Een oorspronkelijke bewakingszone, werd in april uitgebreid en er werd een bufferzone ingesteld in Oost-Vlaanderen, West-Vlaanderen, en ook delen van Antwerpen en Henegouwen. Bovendien werd het vervoer van varkens aan de Frans-Belgische grens verboden. Kort na deze grensbeperkingen, werd in België een handelsverbod voor varkens uitgevaardigd. Als finale maatregel om de epidemie uit te roeien, besloot de minister voor landbouw, Paul De Keersmaeker op 6 april dat varkens die zich binnen een straal van één kilometer van een koortshaard bevonden, moesten worden afgeslacht. Varkenshouders protesteerden massaal tegen deze maatregel. Ze blokkeerden de E40 om te voorkomen dat vrachtwagens naar het mobiele slachthuis in Ursel reden.

## Impact
In totaal werden meer dan één miljoen varkens afgeslacht. Men stelde 113 besmettingshaarden vast. De varkens van 178 contactbedrijven en van 316 kwekerijen die zich in de 1 km-zone bevonden, werden ook afgeslacht.

## Gevolgen
Voor de overheid was deze epidemie er aanleiding toe om aan de varkenshouderij drastische structurele en hygiënische maatregelen op te leggen. Voor de boeren leidde de epidemie er toe dat varkenstallen maandenlang leeg kwamen te staan en trof zowel economisch als sociaal hard aan. Veel boeren klaagden over onduidelijkheid bij de schadevergoedingen die aan hen beloofd werden.
Kosten van de epidemie worden geschat op 212 miljoen euro voor de Belgische economie.
Drie jaar later kende Wingene nog eens een uitbraak van varkenspest.

## Aantal uitbraken in België tussen 1990 en 2002
Vanwege een beveiligingsprobleem met de MediaWiki Graph-software is het momenteel niet mogelijk deze grafiek weer te geven. Zodra de software is bijgewerkt zal de grafiek vanzelf weer zichtbaar worden.
| Jaar      | 1990 | 1991 | 1992 | 1993 | 1994 | 1995 | 1996 | 1997 | 1998 | 1999 | 2000 | 2001 | 2002 |
| Uitbraken | 113  | 0    | 0    | 7    | 48   | 0    | 0    | 8    | 0    | 0    | 0    | 0    | 0    |